# إدواردو غاتي
إدواردو غاتي (بالإسبانية: Eduardo Gatti) هو مغني ومغن مؤلف تشيلي، ولد في 1949 في سانتياغو في تشيلي.

## وصلات خارجية
- إدواردو غاتي على موقع IMDb (الإنجليزية)
- إدواردو غاتي على موقع ميوزك برينز (الإنجليزية)
- إدواردو غاتي على موقع ديسكوغز (الإنجليزية)